# 新山俊也
新山 俊也（にいやま しゅんや、1997年8月19日 - ）は、日本の作曲家、編曲家、作詞家、ベーシスト、マニピュレーター。
株式会社GOLDTAIL所属。

## 経歴
茨城県出身。
幼少期よりピアノ、ベースに注力し大学在学時よりベーシストとして精力的なバンドのサポートを経験を経て、作編曲活動を開始。
2019年5月よりMichitomoのアシスタントとして活動を開始し、現在も同氏率いる株式会社GOLDTAILで活動中。

## 楽曲提供作品
- アップアップガールズ(2)
  - ガラスの純情（編曲）
  - にきちゃんわんだーらんど（編曲）
  - U(2)Zone Line （編曲）
  - ポップコーン(編曲)
  - 正解ですっ！（ニキちゃんVer）
  - 君と僕の軌跡(編曲)
  - Dear your heart(編曲)
  - カスタムにきちゃん(Remix)
  - 二の足Dancing(Remix)

- アップアップガールズ
  - Lovesick Device（編曲）
  - ラッキーちゃんはラッキーピーポー（編曲）

- アップアップガールズ(仮)
  - Magic♡（編曲）
  - Persist to Live（編曲）
  - 正解ですっ！（アプガVer）
  - プールサイドモンスター Yosakoi Remix
  - One ワン わん Love（作曲・編曲）
  - ときめき！テキパキ！！ハレルヤサンシャイン！！！(作詞・作曲・編曲)

- アップアップガールズ(プロレス)
  - ワタシノセオリー（編曲）
  - Maxときどき！ジェットコースター（作曲・編曲）
  - 青春チューリップ（編曲）

- アイドルマスターシンデレラガールズ
  - 灼熱にて純情（編曲）
  - トウキョウ・シャンディ・ランデヴ（編曲）

- CANDY TUNE
  - 絶対きゃんちゅー宣言っ！（編曲）

- FRUITS ZIPPER
  - スターライト・ヴァルキリー(編曲)

- ガリバー30周年大創業祭（サウンドディレクター）

- 佐々木ほのか
  - ほーちゃんクインダム（編曲）

- 新倉愛海
  - パーク・パートナー！（編曲）

- Pyxis
  - まぶたにバディ（編曲）
  - Groomin Party（編曲）

- 夢川かなう
  - いつか恋をした（作曲・編曲・作詞）

- クマリデパート
  - 私と僕らの十字キー（編曲）
  - ヒ・ミ・ツ（編曲）
  - 夏へのとびら（レコーディングエンジニア）
  - ニジイロスタート（編曲）

- 吉川友
  - SEAGULL（編曲）

- おこさまブランチ
  - シャンリンシャン（編曲）
  - Oh Russian roulette(編曲)

- 小倉唯
  - Wild☆Kitty(作曲）

- にじさんじ
  - ユニット歌謡祭2022（サウンドディレクター）
  - にじフェス2023
  - にじさんじ歌謡祭2024（サウンドディレクター）

- 2時だとか
  - 2時だとか1stワンマンライブ

- にじさんじEN LazuLight
  - Ligh Me Up（編曲）

- ワッチャプリマジスタジオ
  - 本気アピショータイム（編曲）
  - バズパズルピピピース（編曲）
  - 筐体内BGM
  - ようこそ！プリマジミュージックアワー(編曲)

- ひみつのアイプリ
  - ひまりのひみつマイソング(編曲)
  - みつきのひみつマイソング(編曲)
  - つむぎのひみつマイソング(編曲)
  - ココロ・アストロノーツ(編曲)

- 夢喰NEON
  - キャンディロックサチュレイション（作曲・編曲・作詞）
  - ケセラセラっ（作曲・編曲・作詞）

- Scapegoat
  - パワー/ロジック（作曲・編曲・作詞）

- 甘党男子
  - シェイク（編曲）

- ▷せーぶぽいんと
  - おんぱれ!（編曲）
  - レディキラーカクテル-▷せーぶぽいんとバージョン

- 八木沙季
  - 東京の女に私はなる！〜上京編〜（作曲・編曲）
  - 東京の女に私はなる！〜都会の女編〜（作曲・編曲・作詞）
  - そーゆーとこ！（編曲）

- Life Like a Live!3
  - 乙女ピーカンDays（編曲）

- My First Bae’s
  - Spicy Candy（編曲）
  - CHU-KA-NA-BAE!（編曲）
  - ジャンプアップ・フレンド（編曲）
  - ラ・パ・パ・パーン〜Hug to your heart〜（作曲・編曲）
  - サンダル・レボリューション（編曲）

- MEWM
  - 乙女戦士侵略計画（編曲）
  - にゃんぱいや〜（編曲）
  - 乙女戦士みゅ～む！～ゆるさない！オトメキラキラキラー編～(編曲)

- タカラトミー
  - ピッとしてGO！変形ドデカシンカンセンのぞみ（作曲）

- iCOl
  - ラ・タ・タ・タム（作曲・編曲・作詞）

- uuuni-te
  - シアタードールメモリー（作曲・編曲・作詞）
  - 僕らのモラトリアム（作曲・編曲・作詞）
  - Starry wink（作曲・編曲・作詞）
  - Appare!!!!!!(作曲・編曲・作詞)
  - Mazy Knight Game(作曲・編曲・作詞)
  - ワンダーセンセーション(作曲・編曲・作詞)
  - コンテニューワールド（編曲）

- Flare Rune
  - 悲しみの子供達（作曲・編曲・作詞）

- CROWN POP
  - ケセラセラっ!（ベース）

- 音無むおん
  - Re Story（ベース）

- Tsukinimade
  - 彗星よさらば（編曲）
  - colorful（編曲）
  - 夏鶯は憂いの報せ（編曲）

## 出演
- 音無むおん
  - 六音無限大(マニピュレーター・ベーシスト)

- 和田彩花
  - 和田彩花 2020 延期の延期の延期(マニピュレーター)

- アップアップガールズ(仮)
  - アップアップガールズ（仮）ENDLESS SUMMER(マニピュレーター)
  - アップアップガールズ（仮）FIVE SOUL FOREVER(マニピュレーター)

- あっとくん
  - Tr＠itor(マニピュレーター)
  - ONEMAN TOUR「Red-Cross @Redline-」(マニピュレーター)

- アップアップガールズ(2)
  - あけおめ！にきちゃんフェスティバル(マニピュレーター)

- 吉川友
  - LIVE きっかわゆう と よしかわまゆ(マニピュレーター)